# 陆九韶
陆九韶（1128年—1205年），字子美，号梭山居士。抚州金溪人，祖上為吳郡陸氏。
陆九渊的四哥。与弟陆九龄，陆九渊合称“三陆”。曾与朱熹进行《西铭》论战，指出朱熹太极之失，“不当于太极上加无极二字”。又曾谓“晦翁（朱熹）《太极图说》与《通书》不类”。筑室梭山，自号梭山老圃，讲学其中。嘉泰己丑年卒。著有《解经新说》、《州郡图》、《家制》等。